# Linea Viola (metropolitana di Bangkok)
La linea Chalong Ratchadham, meglio conosciuta come linea Viola, è una linea della metropolitana di Bangkok, capitale della Thailandia. È stata inaugurata nel 2016 ed è la seconda entrata in funzione nel Paese dopo la linea blu, che fu inaugurata nel 2004.

## Storia
L'inaugurazione della linea viola avrebbe dovuto essere verso la fine del 2014, ma fu rinviata e si tenne nell'agosto del 2016. Il previsto collegamento con la linea blu non fu ultimato al momento dell'inaugurazione e gli utenti dovettero per un periodo trasferirsi con degli autobus navetta tra la stazione di Bang Sue della linea blu e la stazione di Tao Poon della linea viola, distanti circa 1,2 chilometri. Il tratto mancante, che fa parte della linea blu, fu inaugurato l'11 agosto 2017.

## Operazioni

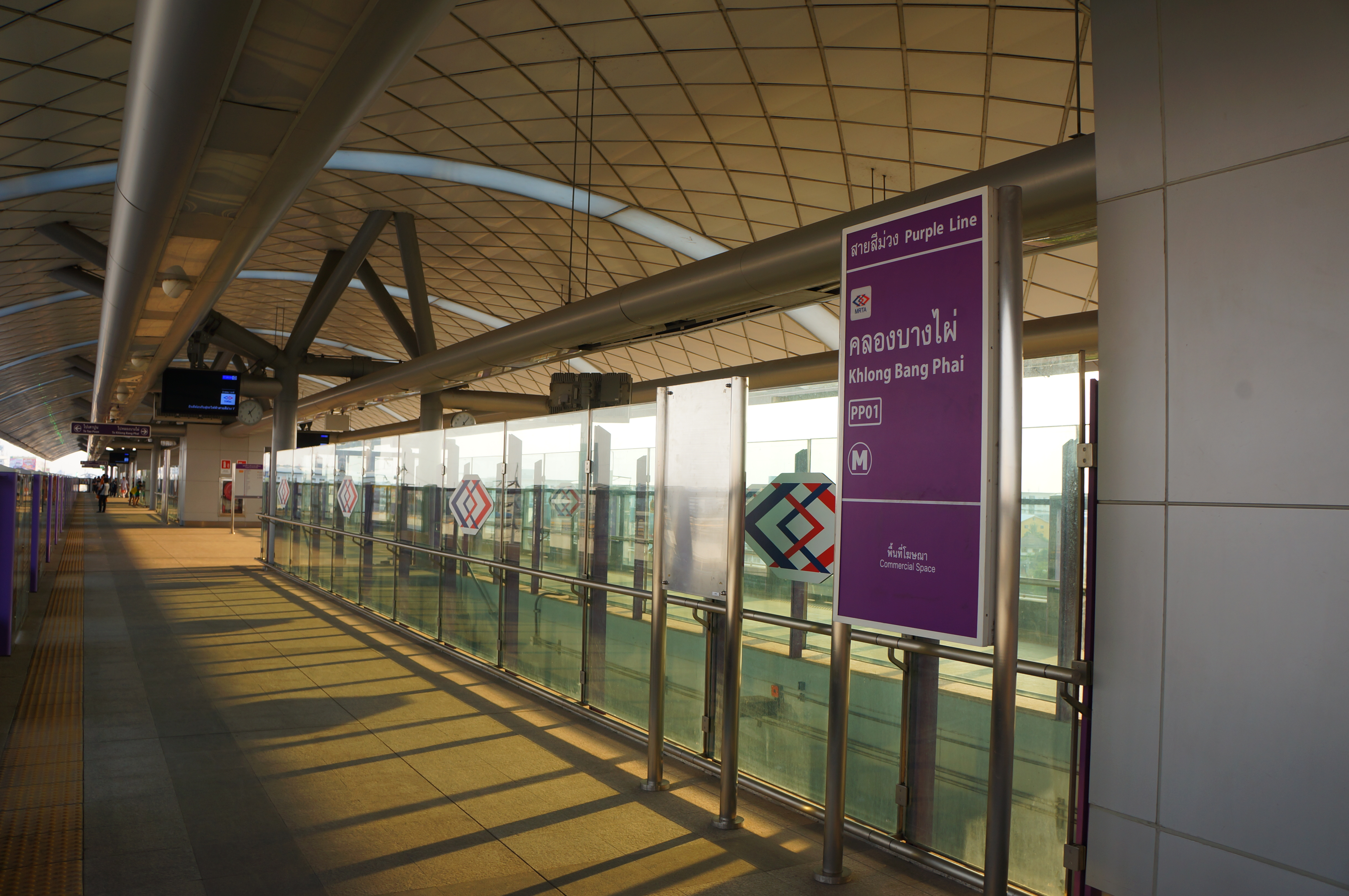
La banchina della stazione di Khlong Bang Phai, al capolinea di Nonthaburi

La linea è sopraelevata e collega la stazione di Tao Poon, nel centro-occidentale distretto di Bang Sue, con la stazione di Khlong Bang Phai, situata nella zona nord-occidentale della regione metropolitana di Bangkok, in Provincia di Nonthaburi. È lunga 23 km e comprende 16 stazioni. Da quella di Tao Poon si dirige a nord lungo thanon Krung Thep-Nonthaburi e arriva al centrale distretto di Mueang Nonthaburi dell'omonima provincia. Continua a nord nella thanon Tiwanon, passa per il Ministero della Sanità per dirigersi verso la parte occidentale di Nonthaburi e attraversa il fiume Chao Phraya in un viadotto parallelo al ponte Phra Nangklao. Arriva poi al distretto di Bang Yai e termina alla stazione Khlong Bang Phai nel distretto di Bang Bua Thong. Nell'attuale capolinea di Tao Poon c'è l'interscambio con la linea blu, che a sua volta ha un capolinea a Tao Poon.

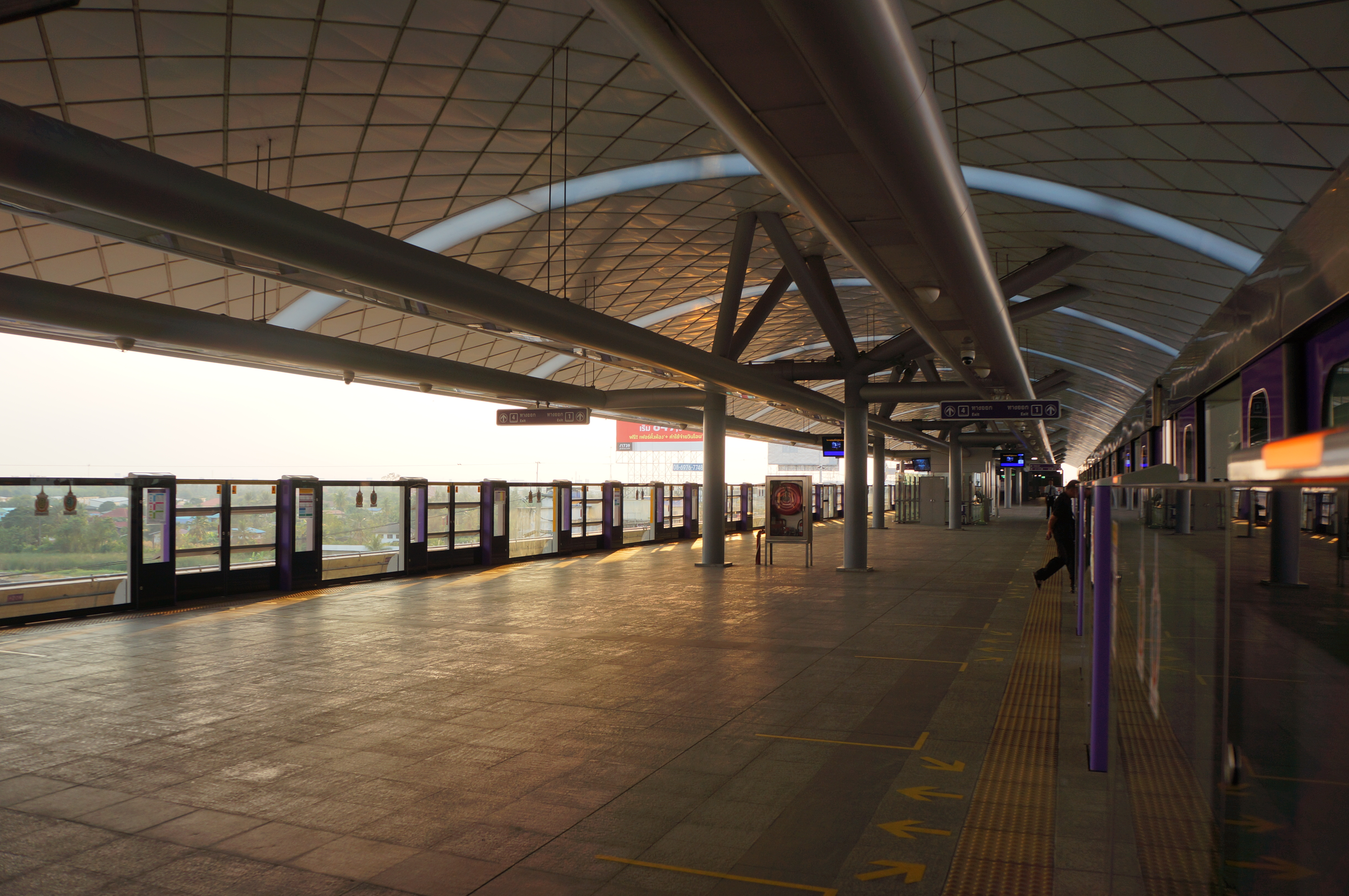
La banchina sopraelevata nella stazione di Bang Phlu

## Espansione
È prevista l'estensione della linea fino alla stazione di Rat Burana nel distretto omonimo, situato nella parte sud-occidentale di Thonburi, il grande quartiere di Bangkok che si estende ad ovest del fiume Chao Phraya. Il percorso di questa estensione sarà lungo 19,8 km e attraverserà in sotterranea le centrali aree di Samsen Road, Dusit e Phra Nakhon passando per la Biblioteca nazionale, Banglamphu, il Monumento alla Democrazia e Phahurat. Tornerà in sopraelevata sul ponte Phra Phutta Yodfa per arrivare al capolinea di Rat Burana passando per la rotatoria di Wongwian Yai a Thonburi.

## Stazioni
| Codice | Nome della stazione in inglese e RTGS | Nome della stazione in thailandese | Distanza tra le stazioni (km) | Interscambi                                                              | Ubicazione        | Ubicazione |
| ------ | ------------------------------------- | ---------------------------------- | ----------------------------- | ------------------------------------------------------------------------ | ----------------- | ---------- |
|        |                                       |                                    |                               |                                                                          |                   |            |
| PP01   | Khlong Bang Phai                      | คลองบางไผ่                          | -                             |                                                                          | Bang Bua Thong    | Nonthaburi |
| PP02   | Talad Bang Yai                        | ตลาดบางใหญ่                         | 1,27                          |                                                                          | Bang Bua Thong    | Nonthaburi |
| PP03   | Sam Yaek Bang Yai                     | สามแยกบางใหญ่                       | 1,56                          |                                                                          | Bang Bua Thong    | Nonthaburi |
| PP04   | Bang Phlu                             | บางพลู                              | 1,57                          |                                                                          | Bang Bua Thong    | Nonthaburi |
| PP05   | Bang Rak Yai                          | บางรักใหญ่                           | 1,20                          |                                                                          | Bang Bua Thong    | Nonthaburi |
| PP06   | Bang Rak Noi Tha It                   | บางรักน้อย-ท่าอิฐ                      | 1,25                          |                                                                          | Mueang Nonthaburi | Nonthaburi |
| PP07   | Sai Ma                                | ไทรม้า                              | 1,25                          |                                                                          | Mueang Nonthaburi | Nonthaburi |
| PP08   | Phra Nang Klao Bridge                 | สะพานพระนั่งเกล้า                     | 1,47                          |                                                                          | Mueang Nonthaburi | Nonthaburi |
| PP09   | Yaek Nonthaburi 1                     | แยกนนทบุรี 1                         | 1,63                          |                                                                          | Mueang Nonthaburi | Nonthaburi |
| PP10   | Bang Krasor                           | บางกระสอ                           | 1,26                          |                                                                          | Mueang Nonthaburi | Nonthaburi |
| PP11   | Nonthaburi Civic Center               | ศูนย์ราชการนนทบุรี                     | 0,90                          |                                                                          | Mueang Nonthaburi | Nonthaburi |
| PP12   | Ministry of Public Health             | กระทรวงสาธารณสุข                    | 1,79                          |                                                                          | Mueang Nonthaburi | Nonthaburi |
| PP13   | Yaek Tiwanon                          | แยกติวานนท์                          | 1,20                          |                                                                          | Mueang Nonthaburi | Nonthaburi |
| PP14   | Wong Sawang                           | วงศ์สว่าง                            | 1,72                          |                                                                          | Bang Sue          | Bangkok    |
| PP15   | Bang Son                              | บางซ่อน                             | 1,29                          | Linea Sud e treni per pendolari della Ferrovia di Stato della Thailandia | Bang Sue          | Bangkok    |
| PP16   | Tao Poon                              | เตาปูน                              | 1,58                          | Linea Blu (metropolitana di Bangkok)                                     | Bang Sue          | Bangkok    |